# Социјална конвергенција
Социјална конвергенција (шп. Convergencia Social) је левичарска политичка партија у Чилеу, основана 2018. године. Предводи је Габријел Борић, новоизабрани председник Чилеа.